# 徐霖 (撫州)
徐霖（1439年—？），字用濟，江西撫州府金谿縣人，明朝政治人物。進士出身。

## 生平
江西鄉試第十八名。成化二年（1466年）丙戌科會試第五十名，殿試登進士第三甲第一百六十八名。授給事中，言事出為嘉興知府，弘治元年（1488年）因叛贼陈辅等攻嘉兴府治，知府徐霖逾墙逃走，府印及库银数千两被劫，二年三月被御史杨亨弹劾下狱，後革职罷歸，屢薦不起。吟詠最富，有《剔齋詩集》。

## 家族
曾祖父徐智仲。祖父徐孟常。父亲徐貴讓。子徐行慶，弘治進士，官至御史。